# Benjamin Flores Jr.
Benjamin Flores, Jr. (Memphis, Tennessee 24 de julho de 2002) também conhecido como Lil P-Nut, é um ator, dublador, rapper e dançarino norte-americano. Ele é mais conhecido pelo seu rap, "You Might Be the One", pelo seu papel na voz de Atticus, o pinguim rapper em Happy Feet 2, e pelo seu papel como Louie Preston na série da Nickelodeon, The Haunted Hathaways. Em 7 de julho de 2015, ele foi confirmado na nova série de Dan Schneider, Game Shakers.

## Raps
O primeiro rap de Lil P-Nut se chama "You Might Be the One" e foi lançado em 25 de setembro de 2010. Outros de seus raps são "Bad Dream" e "Choosin."

## Outras notáveis aparições e eventos
Flores apareceu em um episódio da série do TBS, Are We There Yet?. Benjamin estrelou na série live-action, The Haunted Hathaways exibida na Nickelodeon. Ele também fez uma aparição no clipe do Yo Gotti "Look In The Mirror". Também apareceu três vezes em The Arsenio Hall Show. Benjamin fez uma aparição no filme Ride Along que foi lançado em 17 de janeiro de 2014.
Benjamin também atuou em dois filmes da Nickelodeon, "Santa Hunters" ao lado de sua colega de trabalho também em The Haunted Hathaways, Breanna Yde. Em 2015 também atuou no filme "One Crazy Cruise" ao lado de Kira Kosarin.
Em seu papel em The Haunted Hathaways na Nickelodeon, ele interpreta um fantasma chamado Louie Preston, que vive em um casa juntamente com pessoas humanas. Benjamin foi indicada na categoria Ator de TV Favorito no Nickelodeon Kids' Choice Awards.
Em 7 de julho de 2015, foi confirmado que Benjamin estará na nova série do Dan Schneider, "Game Shakers" como Triple G, o filho de Double G (interpretado por Kel Mitchell).

## Filmografia
| Ano  | Título                           | Papel             | Notas                            |
| ---- | -------------------------------- | ----------------- | -------------------------------- |
| 2011 | Happy Feet 2                     | Atticus (voz)     |                                  |
| 2014 | Santa Hunters                    | Alex              | Protagonista                     |
| 2014 | Ride Along                       | Morris            |                                  |
| 2015 | One Crazy Cruise                 | Nate Jensen-Bauer | Protagonista                     |
| 2015 | Ho Ho Holiday Special            | Rick              | Especial de natal da Nickelodeon |
| 2017 | Transformers: O Último Cavaleiro | Menino            |                                  |
| 2017 | Pup Star: Better 2Getter         | M.C. Bite         |                                  |
| 2017 | Ei Arnold! Na Selva - O Filme    | Gerald (voz)      | Filme para televisão             |
| 2019 | Rim of the World                 | Dariush           | Filme original Netflix           |
| 2021 | Fear Street Part One: 1994       | Josh Johnson      | Filme original Netflix           |
| 2021 | Fear Street Part Two: 1978       | Josh Johnson      | Filme original Netflix           |
| 2021 | Fear Street Part Three: 1666     | Josh Johnson      | Filme original Netflix           |

| Ano       | Título                             | Papel                | Notas                                                  |
| --------- | ---------------------------------- | -------------------- | ------------------------------------------------------ |
| 2013–2015 | The Haunted Hathaways              | Louie Preston        | Co-protagonista                                        |
| 2014      | The Thundermans                    | Louie Preston        | Crossover especial de 1 hora com The Haunted Hathaways |
| 2015-2017 | Henry Danger                       | Lil' Biggie/Triple G | 2 episódios                                            |
| 2015–2019 | Game Shakers                       | Triple G             | Protagonista                                           |
| 2018      | The Librarians                     | Freddy               | 1 episódio                                             |
| 2020      | Spirit Riding Free: Riding Academy | Tyler                | 1 episódio                                             |
| 2020-2021 | Jurassic World: Camp Cretaceous    | Brandon Bowman       | 3 episódios                                            |
| 2020-2021 | Your Honor                         | Eugene               | 9 episódios                                            |

## Prêmios e nomeações
| Ano  | Prêmio              | Categoria                    | Trabalho              | Resultado |
| ---- | ------------------- | ---------------------------- | --------------------- | --------- |
| 2014 | Imagen Awards       | Artista Jovem de TV Favorito | The Haunted Hathaways | Venceu    |
| 2014 | Kids' Choice Awards | Ator de TV Favorito          | The Haunted Hathaways | Indicado  |
| 2015 | Kids' Choice Awards | Ator de TV Favorito          | The Haunted Hathaways | Indicado  |